# Parafia Najświętszej Maryi Panny Matki Kościoła w Dębie
Parafia Najświętszej Maryi Panny Matki Kościoła w Dębie – parafia rzymskokatolicka, znajdująca się w archidiecezji lubelskiej, w dekanacie Garbów.

## Zasięg parafii
Do parafii należą wierni z następujących miejscowości: Bronisławka, Choszczów, Dęba, Marianka (Wola Przybysławska), Paluchów, Posiołek, Wolica.